# خارپشت جنوب آفریقا
خارپشت جنوب آفریقا (نام علمی: Atelerix frontalis) نام یک گونه از سرده جوجه‌تیغی‌های آفریقایی است.